# I Want Her
"I Want Her" é uma canção do cantor americano R&B Keith Sweat. Como o primeiro single do seu álbum de estreia, Make It Last Forever, alcançou a quinta posição na Billboard Hot 100 e ficou em primeiro lugar na parada Hot R&B/Hip-Hop Singles & Tracks durante três semanas, se tornando o single número um mais bem sucedido de 1988 na parada de R&B. "I Want Her" também chegou ao número 38 na parada de dance music. A canção ficou no topo da parada Billboard Year-End de R&B em 1988.

## Lista de faixas

### 12" single americano
A1. I Want Her (Extended Version) (6:22)
A2. I Want Her (Accapella Dub Beat) (4:07)
B1. I Want Her (Instrumental) (2:42)
B2. I Want Her (LP Version) (5:58).

### 12" single britânico
A1. I Want Her (Extended Version) (6:22)
A2. I Want Her (Acapella Dub Beat) (4:07)
B1. I Want Her (Dance 'Til Ya Sweat Mix) (5:00)
B2. I Want Her (Instrumental) (2:42)

## Paradas musicais
| Parada musical (1987)                        | Maior Posição |
| -------------------------------------------- | ------------- |
| Canadá (Canadian Hot 100)                    | 44            |
| Nova Zelândia (Recorded Music NZ)            | 24            |
| Reino Unido (UK Singles Chart)               | 26            |
| Estados Unidos (Billboard Hot 100)           | 5             |
| Estados Unidos (Billboard R&B/Hip-Hop Songs) | 1             |